# Шибанов, Виктор Леонидович
Виктор Леонидович Шибанов (род. 7 марта 1962, д. Котнырево, Глазовский район, Удмуртская АССР, СССР) — российский и удмуртский поэт, литературный критик, учёный-литературовед. Кандидат филологических наук (1990). Член Союза писателей РФ (1993). Заслуженный работник культуры Удмуртской Республики (2004). Лауреат премии газеты «Литературная Россия» (2002),  Государственной премии Удмуртской Республики (2007).

## Биография
Виктор Леонидович Шибанов родился 7 марта 1962 года в деревне Котнырево Глазовского района Удмуртии. Учился в Кочишевской средней школе.
В 1984 году с отличием окончил филологический факультет Удмуртского госуниверситета. Студентом 4-го курса выпустил первый сборник стихов «Выль ужъёсы о:тё» («От дела к делу»). Пройдя годичную стажировку в Ленинградском государственном университете, поступил в его очную аспирантуру (1985 — 1990). Служил в армии (1986). В 1988 году выпустил второй сборник стихов «Сюлэмам шунды» («В сердце моём солнце»). В 1990 году в Екатеринбурге в Уральском государственном университете защитил кандидатскую диссертацию на тему «Поэзия В. Соколова (проблематика и поэтика)».
Участник финно—угорских писательских конгрессов в Эстонии, Венгрии, Удмуртии. Стажировался в Хельсинки (1997). В 1996 году был избран в Правление международной ассоциации финно—угорских писателей. С 2001 года — член Правления Союза писателей Удмуртии.
Rритик, занимается переводами произведений русских, марийских, мордовских, эстонских, финских, немецких, ингушских авторов. Его стихотворения переведены и напечатаны в Эстонии, Финляндии, Венгрии, Франции.
Живёт и работает в Ижевске.